# Ricardo Ponte
Ricardo Ponte é um produtor musical e engenheiro de áudio brasileiro. Em 2016, Ricardo Ponte ganhou o Latin Grammy com a mixagem e masterização do disco Éter da banda Scalene.

## Biografia
Ricardo Ponte é um produtor musical e engenheiro de gravação e mixagem. Ele estuda música desde 1997 e é autodidata em engenharia de áudio desde 2000. Trabalhou com bandas do Brasil inteiro, especialmente em Brasília, onde teve a oportunidade de trabalhar com Scalene, Ellen Oléria, Lupa, Dona Cislene, Gustavo Bertoni, Etno, Trampa, Toro, Alarmes, O Tarot, A Engrenagem, entre outros.
Ponte fez a mixagem e masterização do disco Éter, da banda Scalene, que ganhou o Grammy Latino de melhor disco de rock em língua portuguesa em 2016. Em 2020, Ricardo Ponte também trabalhou no novo EP Fôlego da banda Scalene.
Além de trabalhar com produção musical, Ponte efetua a direção de som e mixagem para cinema. Em 2013, ganhou o prêmio de melhor edição de som no 18º Troféu Câmara Legislativa durante o 46º Festival de Cinema de Brasília com o filme Palhaços Tristes, que foi dirigido por Rafael Lobo. 
Em 2016, Ponte ganhou o prêmio de melhor som durante o 5º Festival Curta Brasília com o filme Bartleby, também com direção de Rafael Lobo.

## Prêmios
- Latin Grammy 2016 - Melhor disco de Rock em língua portuguesa - Éter
- Melhor edição de som - 18º Troféu Câmara Legislativa

## Discos, Singles e DVDs
| Ano  | Álbum                                      | Atuação                          |
| ---- | ------------------------------------------ | -------------------------------- |
| 2018 | Gustavo Bertoni - Where the Light Pours In | mixagem e masterização           |
| 2018 | Pleno - Redenção, Vol. 1, A Luz            | mixagem e masterização           |
| 2017 | Scalene - Magnetite                        | mixagem e masterização           |
| 2016 | Hermano - Monotonia                        | gravação, mixagem e masterização |
| 2016 | Scalene - Éter                             | mixagem e masterização           |
| 2014 | Observ - O Mar que nos Envolve             | mixagem e masterização           |